# Astenalm (Dorfgastein)
Die Astenalm (auch Asten) ist eine Alm in der Gemeinde Dorfgastein im österreichischen Bundesland Salzburg.

## Lage und Charakteristik
Die Astenalm liegt an den südöstlichen Berghängen des Tagkopfs in der Goldberggruppe. Sie gehört zur Ortschaft Luggau und zur Katastralgemeinde Dorfgastein. Südlich der Alm fällt das Gelände steil in die Schlucht des Luggauer Bachs ab. Jenseits der Schlucht liegt die Kompberg-Heimalm. Knapp unterhalb der Astenalm führt eine Straße zur Präaualm. Hier verläuft die Mountainbikestrecke Präaualm-Runde.
Eine Almhütte steht auf einer Höhe von 1433 m ü. A. Das Areal ist Teil des Eigenjagdgebiets Kompbergkarjagd. Westlich der Astenalm erstreckt sich eine Rotwild-Ruhezone, die von 1. November bis 31. Mai nicht betreten werden darf, und südlich eine Gamswild-Ruhezone, in der von 1. Dezember bis 31. Mai kein Zutritt erlaubt ist.

## Name und Geschichte
Asten ist allgemein die Bezeichnung für eine Alm, auf der sich Vieh, das von höher gelegenen Almen bergab gebracht wurde, für mehrere Tage oder Wochen aufhält, bevor es ins Tal geholt wird.
Im von 1823 bis 1830 erstellten Franziszeischen Kataster sind am Platz der heutigen Hütten der Astenalm zwei unbenannte Gebäude verzeichnet.